# Spittelturm (Bremgarten)

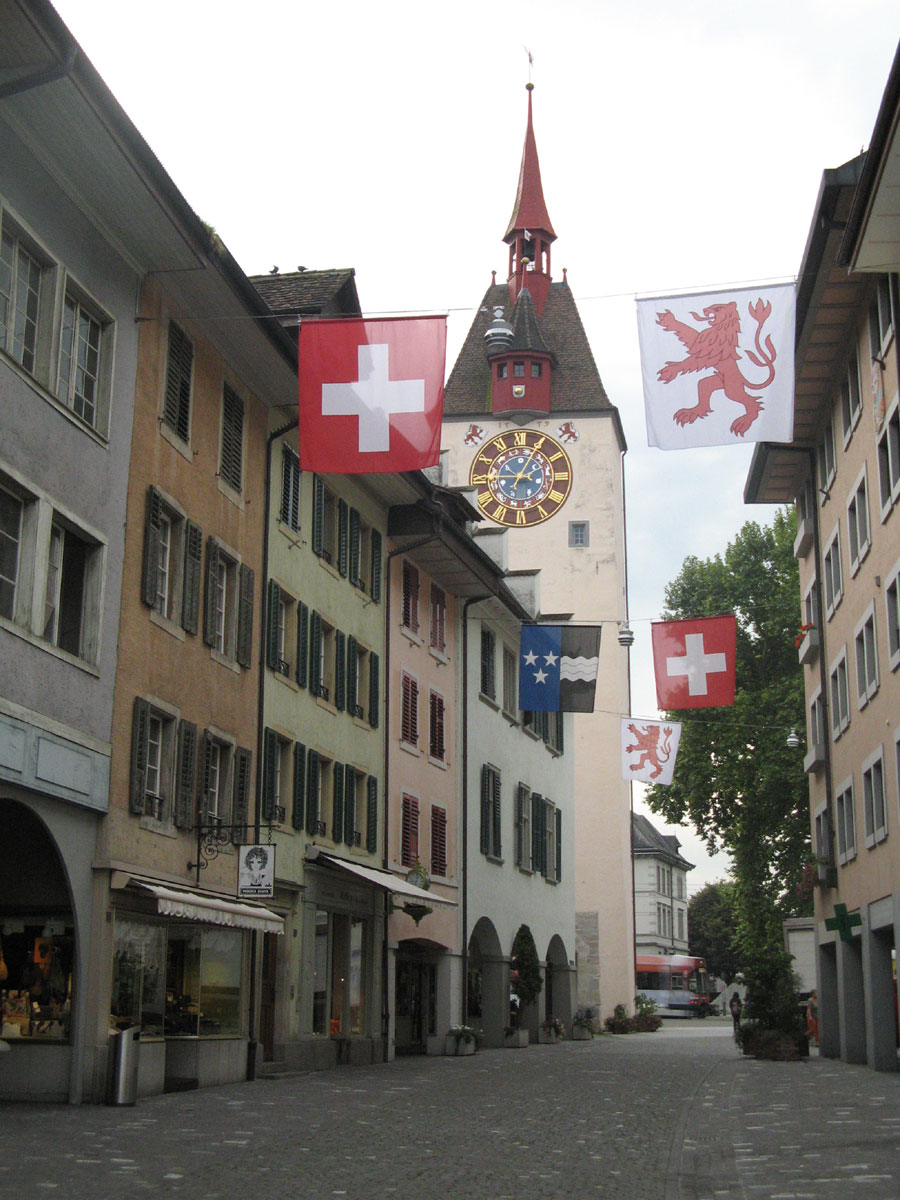
Ansicht des Spittelturms, von der Marktgasse aus gesehen

Der Spittelturm ist ein erhalten gebliebener Stadtbefestigungsturm in der schweizerischen Stadt Bremgarten im Kanton Aargau. Der Torturm wird auch als Oberer Turm oder Spitalturm bezeichnet. Der Name Spittelturm ist die örtliche Mundartversion von Spitalturm. Mit seinem markanten Erscheinungsbild ist er ein Wahrzeichen der Stadt.
Er hat die Funktion der oberen Stadteinfahrt und liegt am südöstlichen Ende der Oberstadt Bremgartens. Der Turm wurde als bürgerliches Gegenstück zum benachbarten Platzturm erbaut, der aus der Feudalzeit stammte, im Jahr 1802 jedoch einstürzte. Seither dominiert der Spittelturm die Umgebung. Das namensgebende Spital, das sich südlich an ihn anschloss, wurde 1843 abgerissen, um Platz für die Verbreiterung der Durchgangsstrasse zu schaffen. Dadurch konnte der Turm erhalten bleiben, da er nicht mehr den Verkehr behinderte.

## Baugeschichte
Der Torturm wurde von 1556 bis 1559 an der Stelle eines Vorgängerbaus aus dem frühen 14. Jahrhundert errichtet. Den Bau des Turmes leiteten der Werkmeister Albrecht Murer und der Zimmermeister Hans Ranff. Die Turmuhr wurde 1558 eingebaut und stammt von einem Uhrmacher aus Luzern. Der Turmhelm wurde von Meister Hans Frey eingedeckt. Der Rat von Bremgarten beorderte vier Bauherren aus seinen Reihen, die die Interessen der Stadt vertreten sollten.
Zum Stadtjubiläum unterzog man den Turm 1858 einer umfassenden Renovation. 1953 wurden die Zifferblätter der Turmuhr unter der Leitung von G. Fischer aus Aarau ersetzt. Im Jahr 2000 erfolgte eine erneute Renovation.

## Gebäude
Der 44 Meter hohe Rechteckturm besitzt eine Grundfläche von 8,4 Metern Breite und 6 Metern Länge. Der Zugang zu den oberen Stockwerken erfolgt heute durch einen nördlich gelegenen Anbau, in welchem eine Treppe zum vierten Stockwerk führt.
Der Unterbau besteht aus behauenen und regelmässig geschichteten Sandsteinquadern, während der Oberbau aus verputzten Bruchsteinen besteht. Die Tordurchfahrt besteht aus einem rundbogigen Portal und wird unterhalb des Turms von einem flachen Tonnendach überwölbt. An der östlichen Innenseite ist ein hölzernes Zapfenlager des ehemaligen Torflügels erhalten geblieben.
Während die nach Süden gerichtete Turmseite (zur Reuss hin) keine Fenster besitzt, sind die Ost- und Nordseite jene, die einem möglichen Feind zugewandt waren; sie besitzen deshalb insgesamt sechs Mauerscharten im vierten bis sechsten Stockwerk sowie drei Schlüsselscharten im siebten Stockwerk. Im achten Stockwerk sind zwei Rechtecklichter vorhanden. Die der Stadt zugewandte Westseite verfügt über gekehlte Schmalfenster.
Der Turm besitzt ein steiles Walmdach, auf dem sich ein sechsseitiger Dachreiter mit Spitzhelm befindet. Auf beiden Längsseiten entwachsen der Dachfläche über der Trauflinie zwei polygonale Turmerkerchen. Diese werden von einer Konsole getragen und besitzen wimpelbekrönte Spitzdächer. Im Fensterkorb des stadteinwärts gerichteten Erkers befindet sich die bewegliche Kugel, die die Mondphase anzeigt. Der Dachstuhl ist eine stehende Giebelkonstruktion, die mit Andreaskreuzen verstrebt wird.
Zwischen der Tordurchfahrt und dem vierten Stockwerk befindet sich ein von oben zugänglicher Gefängnisraum. In diesem wurden anlässlich der Renovation zahlreichen Graffiti entdeckt. Die Geschossböden bestehen aus Tonfliesen und sind mit Eichenblocktreppen verbunden. Im Dachreiter ist eine Glocke aus dem Jahr 1557 untergebracht. Diese hat einen Durchmesser von 85 cm und trägt die Minuskelumschrift „anno domini 1557 + ave maria gracia plena dominus tecum“

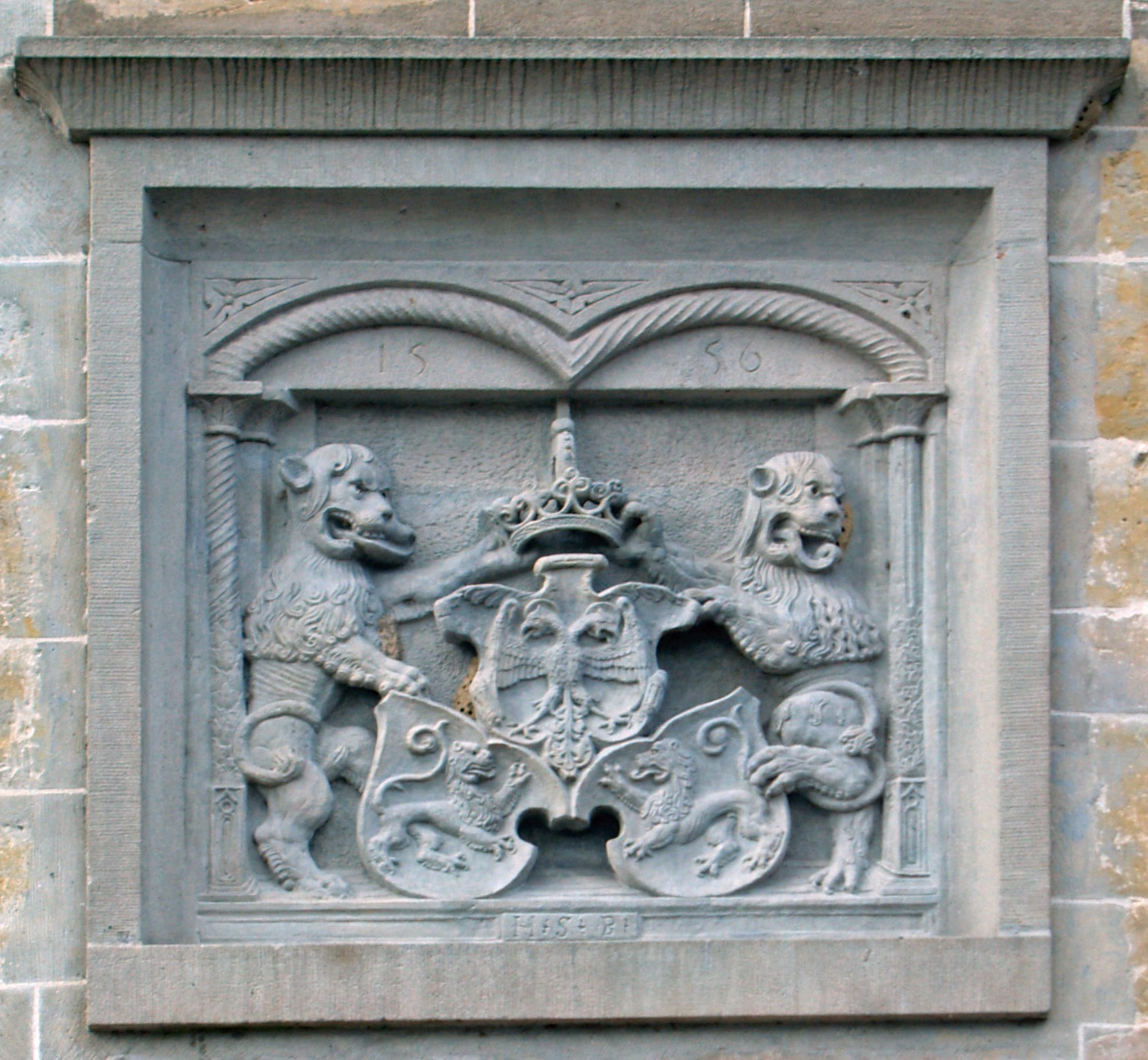
Das Wappenrelief am Spittelturm

Über dem Scheitel des östlichen und somit äusseren Torbogens befindet sich ein in Sandstein gemeisseltes Wappenrelief. Dieses war ursprünglich farbig eingefasst und zeigt neben der Jahreszahl 1556 mit den Initialen H·S·B ein im Renaissancestil gehaltene Wappentriade des Bremgarten-Reiches. Diese Wappentriade ist wappengekrönt und wird von beidseitig von ins Groteske-Skurrile gesteigerten Schildhalterlöwen gehalten. Diese wiederum sind von einer stichbogenförmigen Zwillingsarkade mit zierlichen Balustraden umgeben. Das gesamte Wappenrelief befindet sich in einer kräftigen gekehlten, quadratischen Umrandung mit Abdeckplatte.
Die Turmuhr besitzt zwei Zifferblätter. Während das östliche, stadtauswärts gerichtete Zifferblatt eher schlicht gehalten ist, wird das westliche, stadteinwärts gerichte Zifferblatt von zwei Bremgarter Löwen gehalten und ist mit Tierkreiszeichen verziert. Diese Uhrseite ist als astronomische Uhr ausgebildet, die mit zwei weiteren Zeigern das aktuelle Sternzeichen und den Wochentag anzeigt.